# São Jorge (Santos)
São Jorge é um bairro, predominantemente residencial, localizado em parte na zona noroeste da cidade de Santos e outra parte no município de São Vicente. Em sua linha divisória entre cidades, corta curiosamente ao meio o antigo Colégio Cidades Irmãs, hoje conhecido pela Escola Estadual Neves Prado Monteiro.
Originou-se desde os tempos de Brasil Colônia em torno da nascente do Rio São Jorge, onde localizava-se uma capela, então denominava-se Rio da Capela. A capela invocava a São Jorge e, desde então, a denominação do santo passou às terras em volta. Dessa forma, deu abrigo ao Engenho dos Erasmos, cujas ruínas permancecem até a atualidade.